# ZANAS
ZANAS je hrvatski kršćanski glazbeni duo nastao u Zagrebu 2022. godine. Duo čine glazbenici Mateo Marić i Marin Lučić.
Službeno formiranje datira od 11. studenog 2022. godine. Naziv grupe ima značenje „za nas”. Stilski pristup kombinira moderne glazbene elemente s dubokim duhovnim porukama. Njihova prva objavljena pjesma bila je „Snovi” iz 2022. godine. Za pjesmu „Magla” napravili su svoj prvi videospot 2024. godine.
Objavili su debitantski album „Zanju” 2024. godine sa sedam pjesama. Hrvatska salezijanska provincija povjerila im je nastanak službene himne „I ja sam izabran” za ljetni oratorij 2025.

## Diskografija

### Album
- „Zanju” (2024.)[4]